# Saufatu Sopoaga
Saufatu Sopoaga (précédemment orthographié « Sopoanga »), né le 22 février 1952 sur l'atoll de Nukufetau dans la colonie britannique des îles Gilbert et Ellice et mort le 15 décembre 2020,, est un homme politique tuvaluan, Premier ministre et ministre des Affaires étrangères des Tuvalu d'août 2002 à août 2004.

## Biographie
Dans les années 1970, il travaille dans l'administration coloniale de l'archipel. Après l'indépendance des Tuvalu en 1978, il poursuit sa carrière de haut fonctionnaire, secrétaire permanent auprès de divers ministères jusqu'en 1995. Dans le même temps, il suit une formation d'administration du développement à l'université de Manchester au Royaume-Uni, avant d'obtenir un diplôme de Master à l'université de Liverpool en 1993. En juin 1998 il est décoré officier de l'ordre de l'Empire britannique pour services rendus « à la communauté et au service public »,.
Il entre au Parlement des Tuvalu à la faveur d'une élection partielle en 2001, comme député de la circonscription de Nukufetau, et est nommé ministre des Finances dans le gouvernement de Koloa Talake. Conservant son siège de député aux élections législatives de 2002, il brigue la direction du gouvernement, Koloa Talake ayant pour sa part perdu son siège au Parlement. Candidat de la majorité sortante, Saufatu Sopoaga est élu Premier ministre le 2 août par les députés avec huit voix (dont la sienne) contre sept pour le candidat de l'opposition, Amasone Kilei. Il se nomme ministre des Affaires étrangères et ministre du Travail dans son propre gouvernement, le 3 août,. 
Tout juste après son élection, il participe au Sommet mondial sur le développement durable à Johannesbourg. Il y est remarqué pour son appel « mesuré mais éloquent » à des mesures effectives contre le réchauffement climatique. Par la suite, il critique vivement les gouvernements d'Australie (du Premier ministre John Howard) et des États-Unis (du président George W. Bush) pour leur refus d'objectifs contraignants en matière de réduction de production de gaz à effet de serre.
Le gouvernement Sopoaga perd sa majorité parlementaire en perdant deux élections partielles en mai 2003. Dans l'espoir de retrouver une majorité, Saufatu Sopoaga obtient de la reine des Tuvalu, Élisabeth II, qu'elle nomme au poste de gouverneur général des Tuvalu l'actuel président du Parlement, Faimalaga Luka, qui est un député de l'opposition. Cette nomination entraîne la vacance du siège de député de ce dernier, et donc une élection partielle. Cette élection en octobre est remportée par Elisala Pita, qui rejoint le camp du gouvernement, et Saufatu Sopoanga retrouve ainsi effectivement une majorité au Parlement,.
Le 25 août 2004, toutefois, il est destitué par une motion de censure au Parlement, deux députés de la majorité ayant rejoint l'opposition. En octobre, le nouveau Premier ministre Maatia Toafa le nomme vice-Premier ministre ainsi que ministre des Travaux publics, des Transports et des Communications. Saufatu Sopoaga ayant initié, lorsqu'il était Premier ministre, une discussion quant à la possibilité pour les Tuvalu de devenir une république, avec un président élu au suffrage universel direct, le gouvernement Toafa poursuit cette initiative et promet un référendum à ce sujet. Le gouvernement Toafa s'avère toutefois également de courte durée, perdant les élections législatives de 2006, au cours desquelles Saufatu Sopoaga perd par ailleurs son siège de député. Cette défaite met un terme à sa carrière politique,. 
Le référendum constitutionnel proposant l'abolition de la monarchie se tient néanmoins en 2008, mais 65,0 % des votants se prononcent en faveur du maintien de la monarchie. En 2013, le frère cadet de Saufatu Sopoaga, Enele Sopoaga, devient Premier ministre à son tour.
Saufatu Sopoaga meurt en décembre 2020.